# Campeonato Evian
El Campeonato Evian es un torneo femenino de golf que se realiza desde 1994 en el Evian Resort Golf Club de Évian-les-Bains, Francia. La bolsa de premios actual es de 3.250.000 dólares, empatando en primer lugar con la del Abierto de Estados Unidos.
Originalmente, el Masters Evian o Masters de Francia era un torneo del Ladies European Tour y se disputada en junio. En 2000 se incorporó también al LPGA Tour estadounidense, y en 2003 pasó a celebrarse a fines de julio, como antesala del Abierto Británico. Combinado con un aumento en la bolsa de premios, el evento pasó a atraer a las principales golfistas de todo el mundo. En 2013 se convirtió oficialmente en el quinto torneo mayor y adoptó el nombre actual.

## Ganadoras
La máxima ganadora del Masters Evian ha sido Helen Alfredsson, con tres títulos. Laura Davies, Annika Sörenstam y Ai Miyazato también lograron repetir título.
| Año  | Golfista         | Golpes |
| ---- | ---------------- | ------ |
| 1994 | Helen Alfredsson | 287    |
| 1995 | Laura Davies     | 271    |
| 1996 | Laura Davies     | 274    |
| 1997 | Hiromi Kobayashi | 274    |
| 1998 | Helen Alfredsson | 277    |
| 1999 | Catrin Nilsmark  | 279    |
| 2000 | Annika Sörenstam | 276    |
| 2001 | Rachel Teske     | 273    |
| 2002 | Annika Sörenstam | 269    |
| 2003 | Juli Inkster     | 267    |
| 2004 | Wendy Doolan     | 270    |
| 2005 | Paula Creamer    | 273    |
| 2006 | Karrie Webb      | 272    |
| 2007 | Natalie Gulbis   | 284    |
| 2008 | Helen Alfredsson | 273    |
| 2009 | Ai Miyazato      | 274    |
| 2010 | Jiyai Shin       | 274    |
| 2011 | Ai Miyazato      | 273    |
| 2012 | Inbee Park       | 271    |
| 2013 | Suzann Pettersen | 203    |
| 2014 | Hyo-Joo Kim      | 273    |
| 2015 | Lydia Ko         | 268    |
| 2016 | Chun In-gee      | 263    |
| 2017 | Anna Nordqvist   | 204    |
| 2018 | Angela Stanford  | 272    |
| 2019 | Ko Jin-young     | 269    |
| 2021 | Minjee Lee       | 266    |
| 2022 | Brooke Henderson | 267    |
| 2023 | Céline Boutier   | 270    |
| 2024 | Ayaka Furue      | 265    |
| 2025 | Grace Kim        | 270    |